# Malcolm Finlayson
Malcolm Finlayson (Alexandria, 14 de junio de 1930 - Dudley, 26 de noviembre de 2014) fue un futbolista británico que jugaba en la demarcación de portero.

## Biografía
Después de formarse en el Renfrew FC, en 1948 debutó como futbolista con el Millwall FC a manos del entrenador Charlie Hewitt. Jugó 230 partidos de liga, y un total de 251 encuentros, número que se hubiera incrementado si no hubiera formado parte de la Royal Air Force junto a su compañero Ron Flowers. En agosto de 1956, fue vendido al Wolverhampton Wanderers FC por 3000 libras para suplir la lesión de Bert Williams. Después de que el portero titular de los Wolves se recuperase de su lesión, sus participaciones con el club disminuyeron. Tras el retiro de Williams, volvió como portero titular del club, jugando un total de 203 partidos. Junto al club, se hizo con la Football League First Division en 1958 y en 1959, además de la FA Cup en 1960, tras ganar al Blackburn Rovers por 0:3. Finalmente, en mayo de 1964, colgó las botas.
Falleció el 26 de noviembre de 2014 en el hospital Russells Hall de Dudley a los 84 años de edad.

## Clubes
| Club                       | País       | Año         | Partidos | Goles |
| -------------------------- | ---------- | ----------- | -------- | ----- |
| Millwall FC                | Inglaterra | 1948 - 1956 | 251      | 0     |
| Wolverhampton Wanderers FC | Inglaterra | 1956 - 1964 | 203      | 0     |

## Palmarés

### Campeonatos nacionales
| Título                         | Club                       | País       | Año  |        |      |
| ------------------------------ | -------------------------- | ---------- | ---- | ------ | ---- |
| Football League First Division | Wolverhampton Wanderers FC | Inglaterra | 1958 |        |      |
| Football League First Division | Wolverhampton Wanderers FC | Inglaterra | 1959 | FA Cup | 1960 |